# Deadlight hadművelet
A Deadlight hadművelet (angolul Operation Deadlight, magyar fordításban Lidércfény hadművelet) egy második világháború utáni szövetséges akció volt, amelynek során 116 – korábban magát megadó – német tengeralattjárót süllyesztettek el.

## Előzmények
1945. május 4-én a német haditengerészet arra utasította a tengeralattjárókat, hogy fejezzék be küldetésüket, és térjenek vissza a norvégiai kikötőkbe. Négy nap múlva az admiralitás azt a parancsot adta a búvárhajóknak, hogy hajózzanak meghatározott kikötőkbe, köztük a Skóciától északnyugatra található Loch Eriboll horgonyzóhelyhez, és adják meg magukat. Az utasítás nyomán 156 tengeralattjáró adta meg magát.
A német kapituláció után Nagy-Britannia, az Egyesült Államok és a Szovjetunió úgy határozott, hogy harminc német tengeralattjárót – kísérleti és technikai célokra – egyenlően eloszt, a többit pedig, amilyen hamar csak lehet, elsüllyeszti. A háromhatalmi haditengerészeti bizottság 1945. augusztus 15-én kezdte meg a munkát.

## Pledge hadművelet

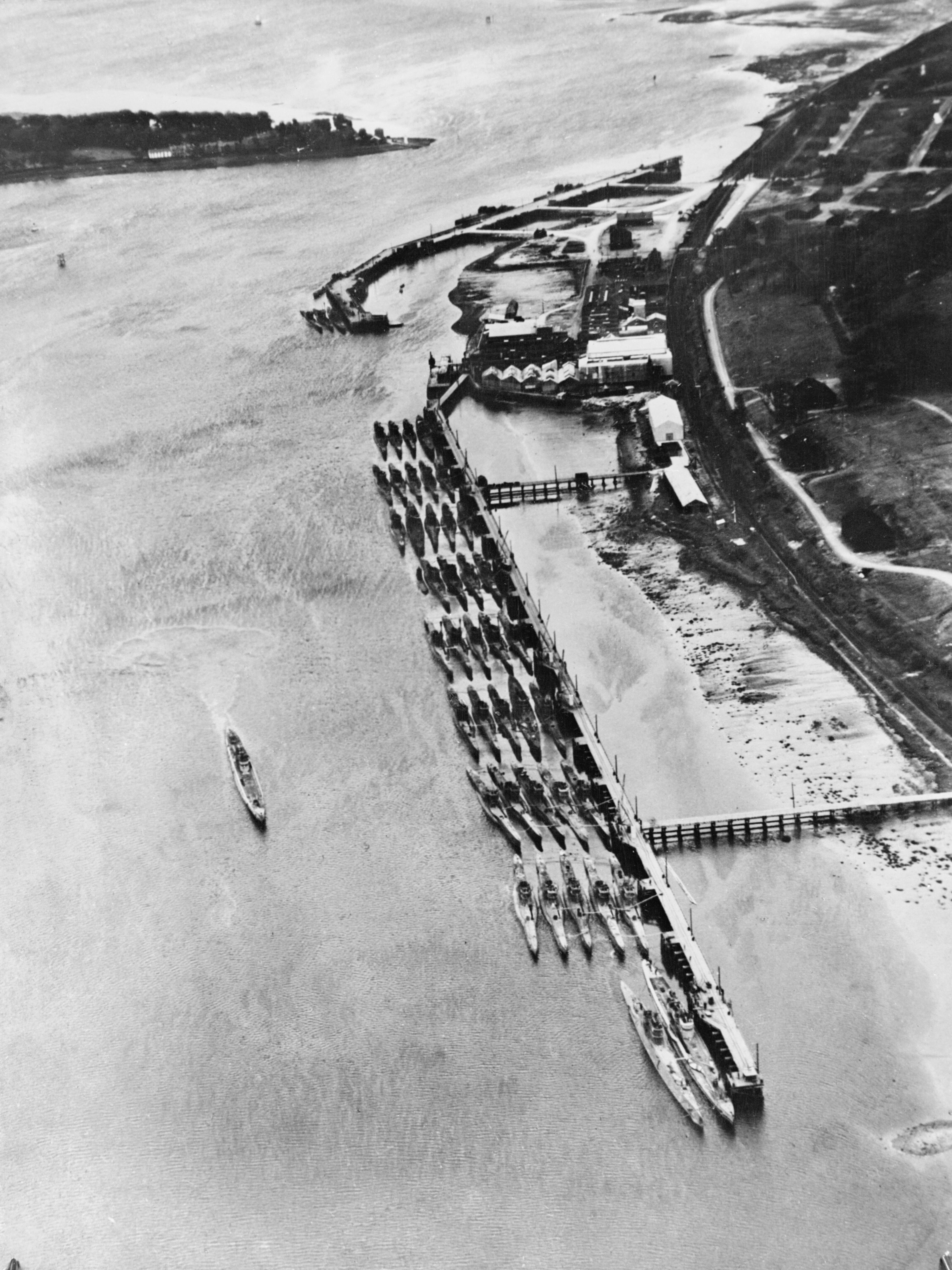
Negyvenkét tengeralattjáró Lisahallynél

A brit haditengerészet már 1944-ben megindította a Pledge hadművelet ((angolul Operation Pledge, magyar fordításban Biztosíték hadművelet)) kidolgozását. Ennek célja az volt, hogy a britek ellenőrizhessék a fő német tengeri kikötőket, és így a Kriegsmarine megmaradt egységei az ő kezükbe kerüljenek. Ezt könnyítette meg a német kapitulációs parancs, így a tengeralattjárók jelentős része önerőből érkezett meg az Egyesült Királyságba.
Az első tengeralattjáró 1945. május 10-én érte el Loch Eribollt. Tizennyolcadikáig további 17 búvárhajó futott be. A tengeralattjárókat gyorsan átirányították Loch Alsh-ba, Skócia nyugati partjához, ahol a német legénységet őrizetbe vették, majd a hajókat Lisahallyba küldték. Május 19-én 15 U–hajó érkezett Norvégiából. A britek a következő tengeralattjárókat  már Scapa Flow-ba irányították.
Május 30-án megérkezett Scapa Flow-ba az első 12 hajó közvetlenül Norvégiából, ezeket később Lisahallybe vagy Loch Ryanbe utasították tovább. Június 5-éig további 52 német tengeralattjáró érkezett.
Harmincöt hajózóképes tengeralattjáró adta meg magát norvég és német kikötőkben, ezeket is a brit szigetekhez irányították. Két hajó érkezett Gibraltárból, három pedig Portlandből, Anglia keleti partvidékéről. Mindössze tíz búvárhajó maradt európai kikötőkben – egy Franciaországban, kettő Németországban, hét Norvégiában –, de ezek alkalmatlanok voltak az útra.
Összesen 156 tengeralattjáró adta meg, közülük 138-at küldtek Lisahallybe és Loch Ryanhez. Ezek közül öt az Egyesült Államokban, kettő Kanadában, kettő pedig Argentínában adta meg magát. Spanyolországból is érkezett egy hajót, amelyet a helyi hatóságok még 1943-ban foglalták le. Később egy hajó Hollandiába távozott, kettő pedig az Egyesült Államokba, így 135 tengeralattjáró várta a sorsát Nagy-Britanniában.
A háromhatalmi bizottság 1945. október 10-én, 13. találkozóján kiválasztotta azokat a tengeralattjárókat, amelyeket nem szándékoztak elsüllyeszteni. Október 29-én megállapodtak abban, hogy a többi búvárhajót 1946. február 15-éig el kell süllyeszteni a nyílt tengeren, minimum száz méter mélyre. A brit kikötőkben végül 116 megsemmisítésre ítélt búvárhajó maradt, ugyanis Nagy-Britannia nyolc, az Egyesült Államok egy, a Szovjetunió pedig tíz hajót választott az ott horgonyzók közül.

## Elsüllyesztés
A britek az október végi döntés után azonnal megkezdték az akció végrehajtását, egyrészt szorította őket a határidő, másrészt közeledett a tél, amely viharos időt jelentett a kiszemelt, Loch Ryantől északnyugatra fekvő területen. A Deadlight hadművelet végrehajtási parancsát november 14-én adták ki. Ennek értelmében az akció november 25-én vette kezdetét. A 116 elsüllyesztett hajó közül 86 Loch Ryannél, 30  Lisahallynél horgonyzott. A terv úgy szólt, hogy a hajókat személyzet nélkül vontatják ki a nyílt tengerre, nagyjából 200 kilométerre északnyugatra Lough Foyle-tól, majd a búvárhajókat robbanószerrel lékelik meg, 36-ot viszont brit harci repülők és tengeralattjárók süllyesztenek el.
Az első szállítmány november 25-én indult Loch Ryanből, az öt búvárhajó (U–2322, U–2324, U–2328, U–2345, U–2361) november 27-én érte el azt a helyet, ahol elsüllyesztették őket. Ahogy várni lehetett, a rossz időjárás megnehezítette a vontatást és az elsüllyesztést. Sok gondot okoztak a legénység nélküli tengeralattjárók is az út során. Végül csak két tengeralattjárót robbantottak fel, hetet süllyesztett el brit búvárhajó, 13-at pedig repülő. A német egységek csaknem fele magától elsüllyedt vontatás közben, még a kijelölt célterület előtt. A többit a hadihajók fedélzeti fegyverei küldték hullámsírba.
A Deadlight hadműveletnek három nagyobb szakasza volt. Nyolcvanhat hajót 1945. november 27. és december 30. között, 28-at december 29. és 1946. január 9. között, kettőt pedig február 10. és 12. között süllyesztettek el. Később 11 további, a 116-os listán nem szereplő tengeralattjárót küldtek a tenger fenekére.

U–143, U–145, U–149, U–150, U–155, U–170, U–218, U–244, U–245, U–249, U–255, U–278, U–281, U–291, U–293, U–294, U–295, U–298, U–299, U–312, U–313, U–318, U–328, U–363, U–368, U–369, U–427, U–481, U–483, U–485, U–516, U–532, U–539, U–541, U–637, U–668, U–680, U–716, U–720, U–739, U–760, U–764, U–773, U–775, U–776, U–778, U–779, U–802, U–806, U–825, U–826, U–861, U–868, U–874, U–875, U–883, U–901, U–907, U–928, U–930, U–956, U–968, U–975, U–978, U–991, U–992, U–994, U–997, U–1002, U–1004, U–1005, U–1009, U–1010, U–1019, U–1022, U–1023, U–1052, U–1061, U–1102, U–1103, U–1104, U–1109, U–1110, U–1163, U–1165, U–1194, U–1198, U–1203, U–1230, U–1233, U–1271, U–1272, U–1301, U–1307, U–2321, U–2322, U–2324, U–2325, U–2328, U–2329, U–2334, U–2335, U–2336, U–2337, U–2341, U–2345, U–2350, U–2351, U–2354, U–2356, U–2361, U–2363, U–2502, U–2506, U–2511, U–3514.               